# Aloe classenii
Aloe classenii är en grästrädsväxtart som beskrevs av Gilbert Westacott Reynolds. Aloe classenii ingår i släktet Aloe och familjen grästrädsväxter. IUCN kategoriserar arten globalt som akut hotad. Inga underarter finns listade i Catalogue of Life.